# قتل‌های عمدی (فیلم)
«قتل‌های عمدی» (فرانسوی: Meurtrières‎) فیلمی در ژانر درام و جنایی است که در سال ۲۰۰۶ منتشر شد. از بازیگران آن می‌توان به سلین سلت اشاره کرد.